# 尚贝尔塔

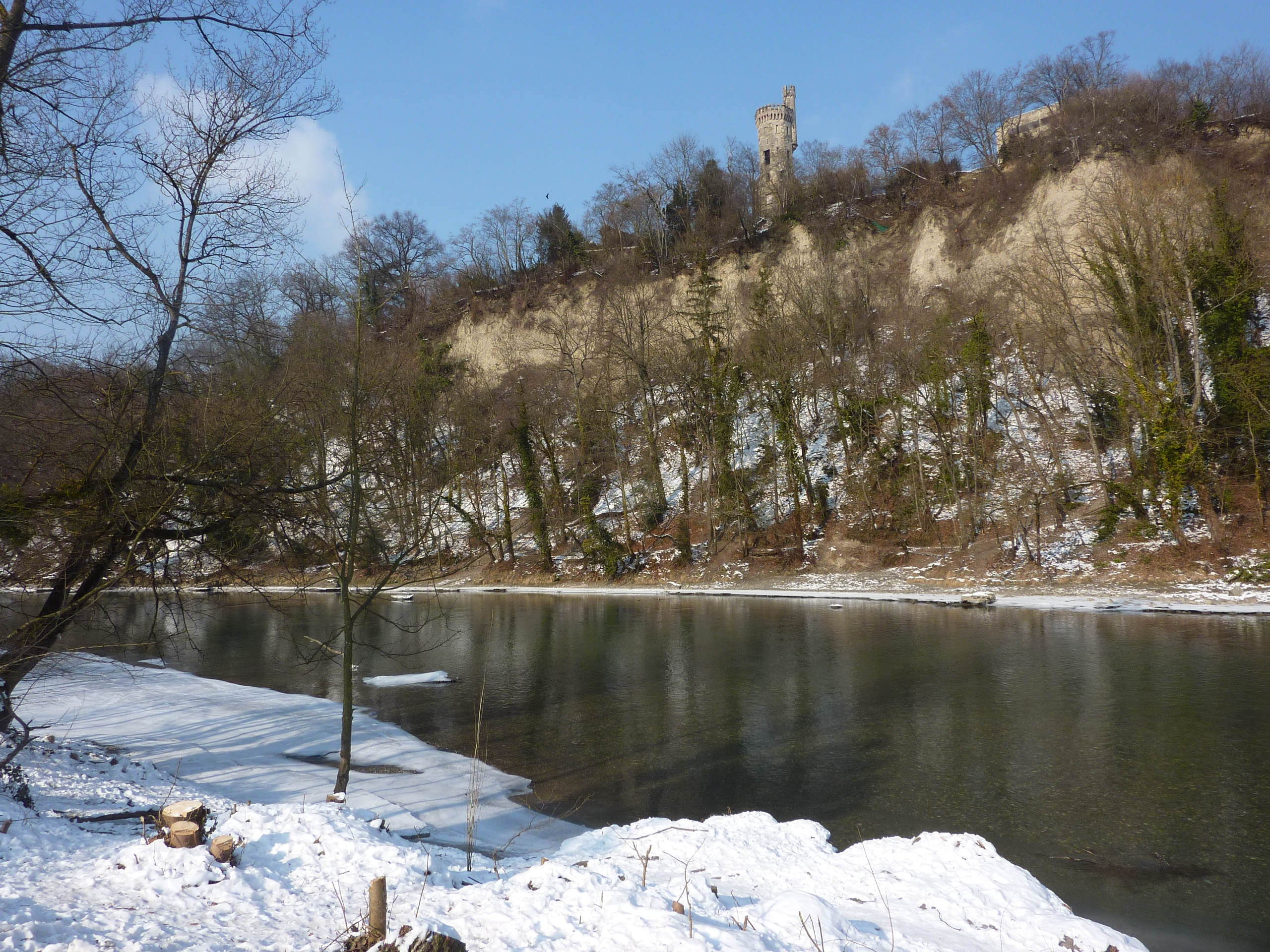
从阿尔沃河对岸遥望尚贝尔塔

尚贝尔塔（法語：Tour de Champel）是瑞士日内瓦尚贝尔的一座建筑，位于阿尔沃河右岸高耸的悬崖上。由阿尔沃河治疗温泉的倡导者大卫·莫里欧（David Moriaud）出资兴建于1877年。